# Bernard Schmidt
Bernard Schmidt (Rotterdam, 10 april 1941 - Opende, 9 december 2021) was een Nederlands politicus van het CDA.
Vanaf 1961 was hij werkzaam bij de mijnenveegdienst van de Koninklijke Marine en van 1963 tot 1967 studeerde hij in Hilversum aan het Rijksinstituut tot Opleiding van Hogere Politie Ambtenaren (RIOHPA). Na kort bij de politie in Groningen gewerkt te hebben zat hij vanaf 1968 tien jaar bij de staf van de rijkspolitie in Amsterdam en daarna werd hij commandant van de rijkspolitie te water district Friesland. Eind 1986 promoveerde hij tot districtscommandant Rijkspolitie in Friesland. In juni 1991 volgde zijn benoeming tot burgemeester van Achtkarspelen wat hij tot zijn vervroegde pensionering midden 2002 zou blijven.
Schmidt overleed op de leeftijd van 80 jaar.